# Bisbat de Lodi
El bisbat de Lodi  (italià: diocesi di Lodi; llatí: Dioecesis Laudensis) és una seu de l'Església catòlica, sufragània de l'arquebisbat de Milà, que pertany a la regió eclesiàstica Llombardia. El 2013 tenia 272.900 batejats d'un total 286.469 habitants. Actualment està regida pel bisbe Mauricio Malvestiti.

## Territori
La diòcesi comprèn tota la província de Lodi i part de les de Cremona, Milà i Pavia
Les parròquies de segueixen el ritu ambrosià i no pas el romà, com a la resta de la diòcesi.
La seu episcopal és la ciutat de Lodi, on es troba la catedral de Santa Maria Assunta e San Bassiano, reconsagrada el 25 de maig de 1964 pel bisbe Tarcisio Vincenzo Benedetti, després d'una restauració que la tornà al seu aspecte romànic original.
El territori està dividit en 123 parròquies, agrupades en 8 vicariats: Lodi ciutat, Lodi Vecchio, Casalpusterlengo, Codogno, Paullo, Sant'Angelo Lodigiano, San Martino in Strada i Spino d'Adda.

## Història
La primera evidència de l'existència d'una comunitat cristiana a Lodi es remunta al segle iv, quan, al voltant dels anys 304-305, van ser martiritzats a Laus Pompeia (la moderna Lodi Vecchio) els sants màrtirs Víctor, Nabore i Fèlix, que van donar l'impuls vital per a la cristianització de la ciutat. Tradicionalment s'atribueix la fundació de la diòcesi a sant Bassià, patró principal de la diòcesi i bisbe de Lodi entre el 374 i el 409. Des del primer moment va ser sufragània de l'arxidiòcesi de Milà.
L'església amb la data més antiga de consagració és la Basílica dels Dotze Apòstols de Lodi Vecchio consagrats per Bassiano, Ambròs de Milà i de Fèlix de Como el 378. El degà de les esglésies parroquials de la diòcesi de Lodi per data de consagració és el prebost de la Nativitat de la Santíssima Mare de Déu a Castelnuovo Bocca d'Adda (consagrada pel bisbe Carlo Pallavicino el 14 de juliol de 1471), la vice-degana és l'església arxiprestal del Sant Nicolau i Àngel de Villanova Sillaro (consagrada pel mateix Pallavicino el 1496).
Després de la destrucció de la ciutat romana de Laus Pompeia pels milanesos, la ciutat va ser refundada a la seva ubicació actual per l'emperador Frederic Barbarroja el 3 d'agost de 1158. El segon bisbe de Lodi va ser sant Alberto Quadrelli (patróa secundària de la diòcesi, que se celebra el 4 de juliol). La continuïtat entre els dos llocs va ser sancionat pel solemne trasllat del cos de Sant Bassiano, de la basílica de Laus a la nova catedral, el 4 de novembre de 1163.
En 1243 Lodi, al bàndol gibel·lí, va haver de suportar l'interdetto i la supressió de la seu episcopal, que més tard va ser restablert en 1252.
El primer document en el qual el bisbe de Lodi Bernardo Talenti es titula així data del 1298. Es remunta al seu episcopat la llegenda d'un drac (Tarantasio) que amb el seu alè pestilent matava els homes; el fet es refereix potser a la malària desenvolupada en algunes terres com a resultat d'una inundació. En qualsevol cas, per erradicar el desastre Lodi pronunciada i després va mantenir un vot, comprometent-se a construir l'església de Sant Cristòfol.
El successor Bernardo Talenti, Egidio Dell'Acqua, obtingué per a sí i per als seus successors nous feus i terres de l'emperador Enric VII. Després de la seva mort les faccions güelfa i gibel·lina del capítol elegiren dos candidats oposats, però tampoc van aconseguir la confirmació papal. Per resoldre la disputa el Papa Joan XXII nomenà el seu successor després de cinc anys de vacant.
Durant l'època tridentina, sant Carles Borromeo donà un gran impuls a la renovació de la diòcesi, la influència del qual a la diòcesi de Lodi va ser més decisiva que en altres llocs. Realitzà una visita pastoral a la diòcesi, que va durar quatre anys, va convocar un sínode diocesà que publicà 104 articles d'obligacions i requisits, l'obligació de residència, a mantenir registres de baptismes, matrimonis i defuncions. Arran del decret tridentí, es va establir el seminari, que va començar el 1571 i va ser inaugurat en 1575 pel bisbe Antonio Scarampi.
En 1579 Lodi va cedir una porció de terra per al benefici de l'erecció de la diòcesi de Crema.
Entre les figures eminents i sants de la diòcesi pot recordar Francesca Saverio Cabrini, patrona dels migrants, Sant Gualtero (segle XIV), els sants Giuliano, Ciriaco i Tiziano (els primers bisbes de Laus), el beat Vincenzo Grossi, els servents de Déu Antonia Maria Belloni (clarisses de Codogno, segles XVII-XVIII) i Mons. Peter Trabattoni (arxipreste de Maleo finals del segle xix) un gran amic del futur Papa Joan XXIII, Don Carlo Gnocchi, Don Luigi Savare.

## Cronologia episcopal
A causa de la distribució de Lodi Vecchio i de la dispersió dels documents antics, la cronologia dels primers segles de la diòcesi és molt deficitària.
- San Bassiano † (inicis de 381 - finals del 397)[4]
- San Giuliano †[5]
- San Ciriaco † (citat el 451)
- San Tiziano † (474 - 1 de maig de 476 mort)[6]
- Proietto † (563 o 566 - 575 o 578 mort)
- Donato † (inicis de 679 - finals de 680)
- Ippolito † (inicis de 759 - finals de 761)
- Eriberto o Erimperto † (inicis de l'827 - finals de l'842)[7]
- Giacomo I † (citat el 852)
- Uberto † (citat el 856)[8]
- Ramberto o Raperto † (citat el 864)
- Gerardo I † (inicis de l'876 - finals de l'888)
- Amaione ? † (citat el 892)
- Ildegardo † (inicis de 898 - finals de 915)
- Zilio (Egidio) da Vignate ? † (citat el 924)[9]
- Olgerio (o Ogglerio) † (segle x)[10]
- Ambrogio I † (inicis de 942 - finals de 945 ?)[11]
- Aldegrauso o Aldergardo † (inicis de 951 - finals de gener de 970)
- Andrea † (inicis de novembre de 971 - finals de 1002)
- Notker (o Nokerio) † (primera meitat del segle xi)[12]
  - Olderico † (vers 1027) (bisbe electe)[13]
- Ambrogio II † (vers 1027 - finals de 1051)
- Obizzo (o Opizzone) † (inicis de 1059 - finals de 1083)[14]
- Fredenzone †
- Rainaldo †[15]
- Arderico da Vignate † (inicis de 1105 - finals de d'octubre de 1127)
- Allone † (citat el 1128 o 1130)
- Guido †[16]
- Giovanni I † (maig de 1135 - finals d'abril de 1143)[17]
- Lanfranco † (inicis de desembre de 1143 - 28 d'agost de 1158 mort)
- Alberico da Merlino † (1158 - 1168 deposto)[18]
- Sant'Alberto Quadrelli † (1168 - 4 de juliol de 1173 mort)
- Alberico dal Corno † (1173 - 4 de juliol de 1189 mort)
- Arderico di Sant'Agnese † (1189 - 1217 mort)
- Giacomo da Cerreto, O.Cist. † (1217 - 1217 mort)
- Ambrogio dal Corno † (1217 - finals del 7 de novembre de 1218 mort)
- Ottobello (Soffientini?) † (1219 - 1243 mort)
  - Diòcesi suprimida per veto papal (1243-1252)
- Bongiovanni Fissiraga † (9 de gener de 1252 - 8 d'octubre de 1289 mort)
- Raimondo Sommaria, O.P. † (17 de desembre de 1289 - 1296 mort)
- Bernardo Talenti † (29 d'abril de 1296 - 15 de juny de 1307 mort)
- Egidio Dell'Acqua † (15 de juliol de 1307 - d'abril de 1312 mort)
  - Sede vacante (1312-1318)
- Beato Leone Palatini, O.F.M. † (5 de març de 1318 - 16 de març de 1343 mort)
- Luca di Castello, O.F.M. † (31 de març de 1343 - finals de l'8 de desembre de 1353 mort)
- Paolo Cadamosto † (7 de febrer de 1354 - de desembre de 1387 mort)
- Pietro della Scala † (12 de novembre de 1388 - 1392 mort)
- Bonifacio Buttigelli, O.E.S.A. † (5 de febrer de 1393 - 1404 mort)
  - Sede vacante (1404-1407)
- Giacomo Bellardi (o Arrigoni), O.P. † (26 de febrer de 1407 - 10 de gener de 1418 nomenat bisbe de Trieste)
  - Gerardo Landriani Capitani † (13 de maig de 1418 - 15 de març de 1419 nomenat bisbe) (administrador apostòlic)
- Gerardo Landriani Capitani † (15 de març de 1419 - 6 de març de 1437 nomenat bisbe de Como)[19]
- Antonio Bernieri † (12 de juny de 1437 - 29 de maig de 1456 mort)
- Carlo Pallavicino † (21 de juny de 1456 - 1 d'octubre de 1497 mort)
- Ottaviano Maria Sforza † (27 d'octubre de 1497 - 1499 renuncià)
  - Claudio di Seyssel † (13 d'agost de 1501 - 1512 renuncià) (administrador apostòlic)
- Ottaviano Maria Sforza † (1512 - 19 de novembre de 1519 nomenat bisbe d'Arezzo) (per segona vegada)
- Gerolamo Sansoni † (19 de novembre de 1519 - 1536 mort)
- Giacomo Simonetta † (4 d'agost de 1536 - 20 de juny de 1537 renuncià)
- Giovanni Simonetta † (20 de juny de 1537 - 1557 renuncià)
- Gianantonio Capizucchi † (5 de juliol de 1557 - 28 de gener de 1569 mort)
- Antonio Scarampi † (9 de març de 1569 - 30 de juliol de 1576 mort)
- Girolamo Federici † (6 d'agost de 1576 - 6 de novembre de 1579 mort)
- Ludovico Taverna † (9 de desembre de 1579 - 1616 renuncià)
- Michelangelo Seghizzi, O.P. † (13 de juny de 1616 - de març de 1625 mort)
- Clemente Gera † (21 de maig de 1625 - 23 de novembre de 1643 mort)
- Pietro Vidoni † (13 de juliol de 1644 - 16 de juny de 1669 renuncià)
- Serafino Corio, C.R. † (15 de juliol de 1669 - 21 d'abril de 1671 mort)
- Giovanni Battista Rabbia, C.R. † (28 de setembre de 1671 - 19 de gener de 1672 mort)[20]
- Bartolomeo Menatti † (11 de setembre de 1673 - 15 de març de 1702 mort)
- Ortensio Visconti † (12 de juny de 1702 - 13 de juny de 1725 mort)
- Carlo Ambrogio Mezzabarba † (23 de juliol de 1725 - 7 de desembre de 1741 mort)
- Giuseppe Gallarati † (18 d'abril de 1742 - 14 d'abril de 1765 renuncià)
- Salvatore Andreani, B. † (22 d'abril de 1765 - 1 d'abril de 1784 mort)
- Gianantonio Della Beretta † (14 de febrer de 1785 - 16 de febrer de 1816 mort)
  - Sede vacante (1816-1819)
- Alessandro Maria Pagani † (27 de setembre de 1819 - 27 de juny de 1835 mort)
  - Sede vacante (1835-1837)
- Gaetano Benaglia † (2 d'octubre de 1837 - 13 de juny de 1868 mort)
  - Sede vacante (1868-1871)
- Domenico Maria Gelmini † (24 de novembre de 1871 - 25 de gener de 1888 mort)
- Giovanni Battista Rota † (1 de juny de 1888 - 24 de febrer de 1913 mort)
- Pietro Zanolini † (8 de juliol de 1913 - 6 de desembre de 1923 mort)
- Ludovico Antomelli, O.F.M. † (24 de març de 1924 - 19 de juny de 1927 mort)
- Pietro Calchi Novati † (8 de juliol de 1927 - 11 de juny de 1952 mort)
- Tarcisio Vincenzo Benedetti, O.C.D. † (11 de novembre de 1952 - 24 de maig de 1972 mort)
- Giulio Oggioni † (28 de setembre de 1972 - 20 de maig de 1977 nomenat bisbe de Bèrgam)
- Paolo Magnani (27 de juliol de 1977 - 19 de novembre de 1988 nomenat bisbe de Treviso)
- Giacomo Capuzzi (7 de març de 1989 - 14 de novembre de 2005 jubilat)
- Giuseppe Merisi (14 de novembre de 2005 - 26 d'agost de 2014 jubilat)
- Mauricio Malvestiti, des del 26 d'agost de 2014

## Estadístiques
A finals del 2013, la diòcesi tenia 272.900 batejats sobre una població de 286.469 persones, equivalent 95,3% del total.
| any  | població | població | població | sacerdots | sacerdots       | sacerdots       | sacerdots             | diaques | religiosos | religiosos | parroquies |
| ---- | -------- | -------- | -------- | --------- | --------------- | --------------- | --------------------- | ------- | ---------- | ---------- | ---------- |
| any  | batejats | total    | %        | total     | clergat secular | clergat regular | batejats por sacerdot | diaques | homes      | dones      |            |
| 1950 | 205.400  | 205.491  | 100,0    | 351       | 320             | 31              | 585                   |         | 50         | 744        | 115        |
| 1970 | 209.000  | 209.400  | 99,8     | 323       | 293             | 30              | 647                   |         | 40         | 600        | 122        |
| 1980 | 215.000  | 215.300  | 99,9     | 285       | 264             | 21              | 754                   |         | 36         | 700        | 125        |
| 1990 | 219.173  | 219.695  | 99,8     | 265       | 242             | 23              | 827                   |         | 36         | 518        | 125        |
| 1999 | 240.439  | 242.372  | 99,2     | 247       | 222             | 25              | 973                   |         | 31         | 360        | 127        |
| 2000 | 241.034  | 242.954  | 99,2     | 243       | 218             | 25              | 991                   |         | 31         | 348        | 127        |
| 2001 | 246.128  | 248.403  | 99,1     | 236       | 213             | 23              | 1.042                 |         | 29         | 324        | 127        |
| 2002 | 249.087  | 251.583  | 99,0     | 233       | 213             | 20              | 1.069                 |         | 25         | 322        | 127        |
| 2003 | 251.230  | 254.059  | 98,9     | 230       | 211             | 19              | 1.092                 |         | 23         | 316        | 127        |
| 2004 | 253.166  | 256.855  | 98,6     | 228       | 209             | 19              | 1.110                 |         | 23         | 302        | 126        |
| 2013 | 272.900  | 286.469  | 95,3     | 204       | 190             | 14              | 1.337                 | 3       | 17         | 192        | 123        |